# Campionat del Món de ciclisme en contrarellotge per equips mixtos
El Campionat del món de ciclisme en contrarellotge per equips mixtos és una de les curses ciclistes que formen part dels Campionats del món de ciclisme en contrarellotge. La cursa s'acostuma a desenvolupar-se al final de la temporada ciclista ordinària.
La primera edició es va córrer al 2019 i es competeix de la següent manera. Les seleccions tenen 6 ciclistes per equip, 3 dones i 3 homes. L'esdeveniment inclou dues voltes a un recorregut d'entre uns 15 i 20 quilòmetres de llarg, amb les dones i els homes fent cadascun una volta, una darrere l'altra. Guanya l'equip amb menys temps per completar les dues voltes.
És una competició organitzada per la Unió Ciclista Internacional i es disputa anualment en un país diferent. La prova es realitza en un circuit, i excepcionalment, per l'equip nacional (els ciclistes durant la resta de l'any participen sota el seu equip de marca).

## Palmarès per equips nacionals
| Campionats      | Or | Plata | Bronze |
| 2019 Yorkshire  | Països Baixos - Lucinda Brand - Riejanne Markus - Amy Pieters - Koen Bouwman - Bauke Mollema - Jos van Emden | Alemanya - Lisa Brennauer - Lisa Klein - Mieke Kröger - Tony Martin - Nils Politt - Jasha Sütterlin                        | Regne Unit- Lauren Dolan - Anna Henderson - Joscelin Lowden - John Archibald - Daniel Bigham - Harry Tanfield    |
| 2021 Lovaina    | Alemanya · Lisa Brennauer · Lisa Klein · Mieke Kröger · Nikias Arndt · Tony Martin · Max Walscheid           | Països Baixos · Annemiek van Vleuten · Ellen van Dijk · Riejanne Markus · Koen Bouwman · Bauke Mollema · Jos van Emden     | Itàlia · Marta Cavalli · Elena Cecchini · Elisa Longo Borghini · Edoardo Affini · Filippo Ganna · Matteo Sobrero |
| 2022 Wollongong | Suïssa · Stefan Bissegger · Elise Chabbey · Nicole Koller · Stefan Küng · Marlen Reusser · Mauro Schmid      | Itàlia · Edoardo Affini · Elena Cecchini · Filippo Ganna · Vittoria Guazzini · Elisa Longo Borghini · Matteo Sobrero       | Austràlia · Georgia Baker · Luke Durbridge · Alexandra Manly · Michael Matthews · Luke Plapp · Sarah Roy         |
| 2023 Glasgow    | Suïssa · Stefan Bissegger · Elise Chabbey · Nicole Koller · Stefan Küng · Marlen Reusser · Mauro Schmid      | França · Rémi Cavagna · Bruno Armirail · Bryan Coquard · Juliette Labous · Cédrine Kerbaol · Audrey Cordon-Ragot           | Alemanya · Jannik Steimle · Max Walscheid · Miguel Heidemann · Ricarda Bauernfeind · Franziska Koch · Lisa Klein |
| 2024 Zúric      | Austràlia · Grace Brown · Brodie Chapman · Ben O'Connor · Ruby Roseman-Gannon · Jay Vine · Michael Matthews  | Alemanya · Marco Brenner · Miguel Heidemann · Franziska Koch · Liane Lippert · Antonia Niedermaier · Maximilian Schachmann | Itàlia · Edoardo Affini · Mattia Cattaneo · Filippo Ganna · Elisa Longo Borghini · Soraya Paladin · Gaia Realini |

### Medaller per nacions
| Posició | País          | Or | Plata | Bronze | Total |
| 1       | Suïssa        | 2  | 0     | 0      | 2     |
| 2       | Alemanya      | 1  | 2     | 1      | 4     |
| 3       | Països Baixos | 1  | 1     | 0      | 2     |
| 4       | Austràlia     | 1  | 0     | 1      | 2     |
| 5       | Itàlia        | 0  | 1     | 2      | 3     |
| 6       | França        | 0  | 1     | 0      | 1     |
| 7       | Regne Unit    | 0  | 0     | 1      | 1     |
| Total   | Total         | 5  | 5     | 5      | 15    |